# Ana Josefa de Agüero
Ana Josefa de Agüero y Perdomo (Camagüey, Cuba, 1818 - Nueva York, Estados Unidos, 25 de diciembre de 1868) fue una activista cubana, que luchó junto a su esposo, por la libertad de su país. Su lucha, buscaba conseguir que sus compatriotas adquirieran conocimientos para lo que fundaron escuelas de modo que se unieran a la causa independentista.

## Biografía
Junto a su esposo Joaquín de Agüero, uno de los primeros que lucharon por la libertad de Cuba, colaboró en la fundación de escuelas y luchó por la libertad del pueblo cubano. Juntos fundaron una escuela gratuita en Guáimaro para enseñar a los que tenían escasez de conocimientos y esparcir el sentimiento independentista. Liberaron a los esclavos de su esposo y más tarde en 1843 fueron objeto de persecución. Siguiendo el consejo de su amigo Gaspar Betancourt Cisneros se trasladaron a los Estados Unidos aunque no tardaron mucho en regresar, a pesar del peligro que corrían, por el deseo de servir en favor de la libertad de Cuba.
En 1851 Joaquín de Agüero se insubordinó en Loma de San Carlos, Cascorro, pero el pueblo no estaba preparado para este tipo de sublevación por lo que fue fusilado más tarde por la espalda en Sabana de Arroyo Méndez, el 12 de agosto del mismo año, junto a José Tomás Betancourt, Fernando de Zayas y Miguel Benavides. Como consecuencia de la pérdida de su marido Ana de Agüero perdió la razón y no fue, hasta entrada en la vejez cuando la recuperó de nuevo. Sus bienes fueron confiscados por el gobierno español y partió con sus hijos hacia los Estados Unidos, lugar desde el cual continuó la lucha por la libertad de su país.
Murió años más tarde sin poder regresar a su patria en la ciudad de New York el 25 de diciembre de 1868.